# Club Sport Machete
El Sport Machete es un club de fútbol peruano de la ciudad de Lircay, Departamento de Huancavelica. Fue fundado en 1924 y participa en la Copa Perú. Es uno de los clubes más antiguos de Huancavelica y considerado Patrimonio Deportivo por el Consejo Regional de ese departamento.

## Historia
El club fue fundado el 20 de noviembre de 1924 en la ciudad de Lircay, departamento de Huancavelica.
En la Copa Perú 1971 llegó hasta la Etapa Regional donde enfrentó en la Región Centro a Asociación Deportiva Tarma, Construcción Civil y Social Huando sin lograr la clasificación al hexagonal final.
En 2023 no logró clasificar a la Etapa Provincial de la Copa Perú al terminar en tercer lugar de su liga distrital detrás de Social Lircay y UDA Allato.
En la Copa Perú 2024 clasificó a la Etapa Nacional luego de vencer en la última fecha de liguilla de la Etapa Departamental por 2-1 a Unión Deportivo Ascensión. Tras la pérdida de los tres puntos de ese partido tras un reclamo hecho por el equipo rival, finalmente fue ratificada su clasificación a esa etapa. Fue eliminado en la primera fase de la Etapa Nacional luego de terminar en el puesto 42 con 5 puntos, a un solo punto de Unión Deportivo Ascensión que se quedó con el cupo para el departamento de Huancavelica en la Liga 3 2025.

## Uniforme
- Uniforme titular: Camiseta con franjas verticales amarillas y negras, pantalón amarillo, medias negras.
- Uniforme alternativo: Camiseta amarilla, pantalón amarillo, medias negras.

## Estadio
El club juega de local en el estadio Alberto Vargas de propiedad de la Municipalidad Provincial de Angaraes.

## Rivalidades
Sport Machete mantiene una rivalidad a nivel local con el club Unión Bellavista dando origen al clásico de la ciudad.

## Entrenadores
- Sandro Pizzali Peña (2024)
- Duilio Cisneros (2024)
- Sandro Pizzali Peña (2024)

## Palmarés
| Competición                              | Títulos           | Subcampeonatos |
| ---------------------------------------- | ----------------- | -------------- |
| Liga Departamental de Huancavelica (1/1) | 1970              | 2024.          |
| Liga Provincial de Angaraes (2/1)        | 2002, 2025.       | 2024.          |
| Liga Distrital de Lircay (3/1)           | 2002, 2006, 2025. | 2024.          |